# Campeonato Paranaense de Futebol de 1998
O Campeonato Paranaense de 1998 foi a 84° edição do campeonato estadual do Paraná, disputado no primeiro semestre deste ano por doze agremiações, tendo seu início ocorrido no dia 24 de janeiro e seu término em 11 de junho, o campeonato teve um novo formato, O Clube Atlético Paranaense, quebrou um jejum de quase uma década, e a sequencia paranista de conquistas, o Coritiba Foot Ball Club, ficou com o vice-campeonato, os times do norte, da segunda e terceira maiores cidades do estado foram despromovidos, o Londrina Esporte Clube e o Maringá FC, o campeão ainda na campanha teve o goleador máximo Tuta com 19 gols.
A média de público deste campeonato ficou em 3.043 pagantes.

## Participantes
| Equipe                          | Cidade            | Região                            | No ano anterior       | Estádio                             | Capacidade | Títulos                                | Participações |
| ------------------------------- | ----------------- | --------------------------------- | --------------------- | ----------------------------------- | ---------- | -------------------------------------- | ------------- |
| Coritiba Foot Ball Club         | Curitiba          | Região Metropolitana de Curitiba  | Terceiro Lugar        | Estádio Major Antônio Couto Pereira | 38.000     | 29 (último em 1989)                    | 75            |
| Clube Atlético Paranaense       | Curitiba          | Região Metropolitana de Curitiba  | Vice Campeão          | Pinheirão                           | 35.000     | 16 (último em 1990)                    | 65            |
| Londrina Esporte Clube          | Londrina          | Microrregião de Londrina          | Nono Lugar            | Estádio do Café                     | 36.000     | 3 (1962,1981, 1992 )                   | 28            |
| Sociedade Esportiva Matsubara   | Cambará           | Microrregião de Jacarezinho       | Oitavo Lugar          | Estádio Gustavo Nunes Diniz         | --         | 0 (não possui)                         | 22            |
| Apucarana Atlético Clube        | Apucarana         | Microrregião de Apucarana         | Quarto Lugar          | Estádio Bom Jesus da Lapa           | 11.000     | 0 (não possui)                         | 17            |
| União Bandeirante Futebol Clube | Bandeirantes      | Microrregião de Cornélio Procópio | Sexto Lugar           | Estádio Comendador Luís Meneghel    | 10.000     | 0 (não possui)                         | 32            |
| Paraná Clube                    | Curitiba          | Região Metropolitana de Curitiba  | Campeão               | Estádio Durival Britto e Silva      | 17.000     | 6 (1991, 1993, 1994, 1995, 1996, 1997) | 9             |
| Francisco Beltrão Futebol Clube | Francisco Beltrão | Microrregião de Francisco Beltrão | Sétimo Lugar          | Estádio Anilado                     | 10.200     | 0 (não possui)                         | 6             |
| Rio Branco Sport Club           | Paranaguá         | Litoral Paranaense                | Décimo Segundo Lugar  | Estradinha                          | --         | 0 (não possui)                         | 30            |
| Ponta Grossa Esporte Clube      | Ponta Grossa      | Microrregião de Ponta Grossa      | Décimo Lugar          | Estádio Germano Krüger              | 8.620      | 0 (não possui)                         | 4             |
| Maringá Futebol Clube           | Maringá           | Microrregião de Maringá           | Décimo Primeiro Lugar | Estádio Willie Davids               | 21.600     | 0 (não possui)                         | 3             |
| Iraty Sport Club                | Irati             | Microrregião de Irati             | Quinto Lugar          | Estádio Coronel Emílio Gomes        | --         | 0 (não possui)                         | 14            |

## Classificação Final
| Posição | Clube                      |
| ------- | -------------------------- |
| 1       | Clube Atlético Paranaense  |
| 2       | Coritiba Foot Ball Club    |
| 3       | Paraná Clube               |
| 4       | Iraty SC                   |
| 5       | Apucarana AC               |
| 6       | Rio Branco SC              |
| 7       | Francisco Beltrão FC       |
| 8       | União Bandeirante FC       |
| 9       | SE Matsubara               |
| 10      | Ponta Grossa Esporte Clube |
| 11      | Londrina EC                |
| 12      | Maringá FC                 |

## Regulamento
O Campeonato de 1998, teve disputa de pontos corridos em turno e returno, os quatro melhores disputariam o Quadrangular, e os dois piores seriam relegados para a Segunda Divisão de 1999, os dois melhores do Quadrangular fariam a final do campeonato, que foi em três partidas. 

## Final
O jogo final do Campeonato Paranaense de 1998 foi entre Clube Atlético Paranaense e Coritiba Foot Ball Club em três partidas, sendo:
Primeira partida.
Dia 3 de junho no estádio Major Antônio Couto Pereira (alto da glória) com o placar de 1 a 1.
Segunda partida.
Dia 7 de junho no Pinheirão com o placar de 4 a 1 para o Atlético Paranaense. Este placar garantiria o campeonato para o Atlético em caso de empate na terceira partida da final.
Terceira partida.
Dia 11 de junho de 1998 tendo como palco o Pinheirão. O resultado final foi de 2 a 1 para o Atlético Paranaense e desta maneira a taça do campeonato foi para a Arena da Baixada, casa do Atlético.

### Detalhes
Com a vitória do Atlético Paranaense (no embate apelidado de Atletiba) nesta final, esta agremiação levantou a taça pela 17° vez neste torneio.
O número de torcedores presentes na partida final deste campeonato representa o recorde do Pinheirão. 44.475 torcedores assitiram a vitória do Atlético Paranaense sobre o Coritiba F.C. pelo placar de 2 a 1.
O Atlético Paranaense mandou seus jogos no Pinheirão (estádio pertencente à Federação Paranaense de Futebol - FPF) incluindo duas partidas (das três) na final pelo motivo que o Estádio Joaquim Américo Guimarães estava em reforma total, sendo entregue em 20 de junho de 1999 denominado Arena da Baixada.

## Campeão
| Campeão Paranaense de 1998           |
| ------------------------------------ |
| Clube Atlético Paranaense 17° Título |